# Sentimentale Jugend
Sentimentale Jugend è il quarto album del gruppo post-rock italiano Klimt 1918 pubblicato nel 2016.

## Tracce

### Disc I [Sentimentale]
1. Montecristo
2. Comandante
3. La Notte
4. It Was To Be
5. Belvedere
6. Once We Were
7. Take My Breath Away
8. Sentimentale
9. Gaza Youth (Exist/Resist)

### Disc II [Jugend]
1. Nostalghia
2. Fracture
3. Ciudad Lineal
4. Sant'Angelo (The Sound & The Fury)
5. Unemployed & Dreamrunner
6. The Hunger Strike
7. Resig-nation
8. Caelum Stellatum
9. Juvenile
10. Stupenda E Misera Città
11. Lycans [bonus]

## Formazione
- Marco Soellner - voce, chitarra
- Francesco Conte - chitarra
- Davide Pesola - basso
- Paolo Soellner - batteria